# مازیاه ماهوسین
مازیاه بنت ماهوسین (متولد ۱۸ مارس ۱۹۹۳) دوندهٔ دوی با مانع اهل برونئی است که در المپیک تابستانی جوانان ۲۰۱۰ و المپیک ۲۰۱۲ لندن شرکت داشت و اولین المپیکی زن برونئی شد.او همچنین به عنوان پرچمدار این کشور برای هر دو رویداد انتخاب شد، و چهرهٔ دو و میدانی زنان در برونئی گشت.

## زندگی اولیه
او دربارهٔ این دوره از زندگی‌اش گفته است: «من در واقع یک فرد خجالتی هستم اما وانمود می‌کنم که نیستم. من در دوران کودکی و در دوران دبیرستان اعتماد به نفس پایین و عزت نفس پایینی داشتم اما برای اینکه مورد آزار و اذیت قرار نگیرم وانمود می‌کردم که قوی هستم. من در مدرسه به بسیاری از فعالیت‌ها پیوستم تا سطح اعتماد به نفس خود را افزایش دهم. اولین ورزش من در واقع هاکی بود که در آن یک سال بازی کردم و حتی به تیم ملی راه پیدا کردم. من همچنین در دوران دبیرستان به شعر گفتاری پیوستم که آن را لحظه‌ای شرم‌آور در دوران دبیرستانم می‌دانم. موسیقی، دیگر علاقه‌مندی من بود که به آن پیوستم زیرا می‌خواستم نواختن درام و گیتار را بیاموزم. من همچنین عاشق خوانندگی هستم در گروه کر شرکت کردم!» ماهوسین به کالج میکرونت رفت اما تحصیلات خود را به تعویق انداخت و در نتیجه دانشجوی تمام وقت نبود. با این حال، او تحصیل را در سپتامبر ۲۰۱۲ پس از المپیک ادامه داد. او قبلاً یک بازیکن ملی هاکی بود.

## حرفهٔ ورزشی
فعالیت حرفه‌ای ماهوسین در مسابقات روز ورزش دو و میدانی در سال ۲۰۰۷ در یک مسابقهٔ ۸۰۰ متر آغاز شد که او برنده شد. تیم ملی دو و میدانی در آن رویداد حضور داشت. پس از مشاهدهٔ دویدن او، یکی از آنها نزدیک شد و از او دعوت کرد تا به تیم آنها بپیوندد. او قبل از انجام اولین بازی برای برونئی در بازی‌های تلوق دانغا در جوهور، سه ماه را با تیم ملی تمرین کرد. او علی‌رغم اینکه دوم شد، توانست سرعت خود را افزایش دهد، به پیروزی در چندین مسابقه منطقه‌ای و بین‌المللی ادامه داد و به عنوان بهترین ورزشکار زن کشور در سال‌های ۲۰۰۹ و ۲۰۱۱ شناخته شد.
ماهوسین تا المپیک ۲۰۱۰ جوانان در مادهٔ ۴۰۰ متر با مانع شرکت کرد. در طول آماده‌سازی برای مسابقات، تاندون مچ پای راست او به شدت زخمی شد و هرگز بهبود نیافت. با وجود گذشت بیش از یک سال از المپیک، هنوز مشخص نیست که عملکرد ماهوسین در لندن تأثیر ماندگاری بر دو و میدانی زنان برونئی داشته است یا خیر. ماهوسین در مجموع با زمان ۵۹٫۲۸ ثانیه و با ۹ ثانیه عقب‌تر از ویلیامز میلز برنده و در ردهٔ دوم قرار گرفت. او رکورد ملی برونئی را شکسته بود، یک بهترین فردی جدید را ثبت کرده بود و برای اولین بار به المپیک دست یافت.
او در ۵ ژوئیه ۲۰۱۷ یک عمل جراحی برای برداشتن خار پاشنهٔ پا از پاشنهٔ راست خود انجام داد. علی‌رغم استفاده از عصا و پوشیدن گچ، ماهوسین ۲۴ ساله تنها پس از دو هفته به ورزشگاه بازگشت. بعداً در ۲۷ ژوئیه، مازیاه تمرینات اصلی را آغاز کرد و در ۳۰ اوت، برنامه توانبخشی و دوچرخه‌سواری خود را آغاز کرد.
او پس از کسب یک مدال طلا و یک نقره در طول شصت و ششمین دوره مسابقات قهرمانی دو و میدانی آزاد ساراواک، به عنوان بزرگ‌ترین برنده ظاهر شد.او در مسابقهٔ ۱۰۰ متر زنان در ۱۳٫۲۱ ثانیه اول شد که ۰٫۱۵ ثانیه سریعتر از نورفتیه عبدالله از لابوآن بود. مازیاه پس از پیروزی در بازی نیمه نهایی خود در ورزشگاه ساراواک در ۱۳٫۱۰ ثانیه به فینال راه یافت. اما نورفتیه در دومین رویارویی خود با کسب طلای ۲۰۰ متر زنان پیروز شد. هر دو مازیاه و نورفتیه زمان‌های یکسانی ۲۷٫۱۸ ثانیه داشتند. مازیا زمان ۲۷٫۸۲ ثانیه را برای پیروزی در نیمه نهایی خود داشت.

## دستاوردها
| سال  | مسابقه                           | محل برگزاری    | مقام | رویداد        | توضیحات |
| ---- | -------------------------------- | -------------- | ---- | ------------- | ------- |
| ۲۰۱۰ | المپیک تابستانی جوانان           | بیشان، سنگاپور | ۱۶ام | ۴۰۰ متر موانع | ۱:۱۰٫۵۶ |
| ۲۰۱۲ | المپیک تابستانی                  | لندن، انگلستان | ۶ام  | ۴۰۰ متر موانع | ۵۹٫۲۸   |
| ۲۰۱۹ | مسابقات دو و میدانی آزاد ساراواک | کوچینگ، مالزی  | ۱ام  | ۱۰۰ متر موانع | ۱۳٫۲۱   |
| ۲۰۱۹ | مسابقات دو و میدانی آزاد ساراواک | کوچینگ، مالزی  | ۲ام  | ۲۰۰ متر موانع | ۲۷٫۱۸   |